# چکیده (خلاصه)
چکیده خلاصه‌ای از یک مقاله تحقیقاتی، پایان‌نامه، بررسی، همایش دانشگاهی یا هر گونه تجزیه و تحلیل موضوع خاص است؛ و اغلب استفاده می‌شود که به خواننده کمک کند تا به سرعت، هدف مقاله را دریابد؛ چکیده همیشه در ابتدای یک دست نوشته یا یک نسخه تایپ شده ظاهر می‌شود و به عنوان نقطه ورود برای هر مقاله علمی یا درخواست حق ثبت اختراع می‌باشد. چکیده و نمایه سازی خدماتی برای رشته‌های مختلف علمی، در تدوین بدنه‌ای از ادبیات برای آن موضوع خاص فراهم می‌کند.

چکیده یا خلاصه شرایط در برخی از نشریات استفاده می‌شود. اما باید اذعان کرد که در گزارش‌های مدیریتی، یک چکیده اجرائی معمولاً اطلاعات  بیشتری ( و اغلب اطلاعات حساس تری) را نسبت به چکیده دربر می‌گیرد.

## تاریخچه چکیده نویسی
برای اولین بار درپنج ژوئیه ۱۶۶۵م در قرن ۱۷ تهیه چکیده نامه به صورت سازمان یافته در فرانسه به اجرا درآمد. در این سال فردی بنام دنیس دوسالو(Dennis dessalo) نشریه‌ای بنام (Le Journal Des Scavans)اسکاونس را در پاریس منتشر کرد. این نشریه یک مجله هفتگی بود. در طول مدت کوتاهی که «سالو» سر دبیر آن بود؛ مجله دشمنان زیادی پیدا کرد. زیرا چکیده‌های چاپ شده در آن، اغلب چکیده‌های انتقادی بود. حتی احکام و تصویب‌نامه‌های پاپ نیز، چکیده می‌شد و مورد انتقاد قرار می‌گرفت. بعد از سه ماه «سالو» از سر دبیری آن بر کنار شد. سر دبیر جدید آن «گالویز» نام داشت. او کمتر انتقاد می‌کرد و در عین حال کمی هم کند بود و گاه گاهی مجله را انتشار می‌داد. بزودی او هم کنار رفت و سر دبیرهایی بعدی آن را تا به امروز ادامه دادند. این مجله اکنون یک مجله علمی است و جزو انتشارات «ردیف اول» محسوب می‌شود و نه یک مجله چکیده، در حقیقت اسکاونس به عنوان الگویی برای سایر نشریات چکیده مورد استفاده قرار گرفت.

## هدف و محدودیت‌ها
یک چکیده ممکن است به عنوان یک نهاد مستقل به جای یک مقاله کامل عمل کند. به عنوان مثال یک چکیده توسط بسیاری از سازمان‌ها به عنوان مبنایی برای انتخاب پژوهش استفاده می‌شود که در آن صورت هدف او برای ارائه در شکل‌هایی از پوستر، پلت فرم یا ارائه کارگاه در یک کنفرانس علمی می‌باشد.

بیشتر موتورهای جستجو که پایگاه‌های ادبیات را جستجو می‌کنند چکیده‌ها را بیشتر از متن کامل مقالات فراهم می‌کنند. متون کامل مقالات علمی اغلب باید به دلیل کپی رایت یا هزینه‌های ناشر خریداری شود و در نتیجه می‌توان گفت که چکیده یک نقطه فروش قابل توجه برای چاپ یا فرم‌های الکترونیکی متن کامل می‌باشد.

## طول چکیده
گرچه نکته مشترک تمامی تعاریفی که از چکیده ارائه شده‌است تأکید بر اختصار و کوتاهی آن است، اما در مورد طول یا حجم چکیده نظرات مختلفی وجود دارد. برخی معتقدند چکیده نباید از ۱۰۰ واژه تجاوز کند و برخی دیگر حد نهایی طول چکیده را ۲۵۰ واژه دانسته‌اند.
برخی صاحب نظران، طول چکیده را متناسب با طول متن اصلی می‌دانند و اصرار بیش از حد بر هرچه کوتاه کردن چکیده را روا نمی‌دانند و معتقدند این امر موجب می‌شود چکیده‌نویس به تعمیم و کلی گویی بپردازد (مساوات، ۱۳۶۴). البته، در این صورت نیز، به لحاظ تأکید بر اختصار، تأکید می‌شود که طول چکیده نباید نهایتاً از یک دهم طول نوشته تجاوز کند. رویکرد دیگری که به طول چکیده وجود دارد ایجاد ارتباط بین طول چکیده و نوع چکیده‌است. مهدوی (۱۳۶۷) طول متوسط چکیده تمام نما را ۱۵۰ تا ۲۵۰ کلمه و طول متوسط چکیده راهنما را ۷۵ تا ۱۵۰ کلمه می‌داند. کیلبورن (۱۹۹۸) طول چکیده توصیفی یا راهنما را حداکثر ۱۰۰ و چکیده تمام نما را ده در صد طول مقاله یا کمتر از آن برمی‌شمارد. لنکستر (۱۹۹۱)، علاوه بر طول متن اصلی و نوع چکیده، به عوامل دیگری نیز چون پیچیدگی موضوع، تنوع موضوع، دسترس پذیری، هزینه و هدف اشاره می‌کند (بوری، ۱۳۸۵، ص ۲۴۳ و ۲۴۴).

## انواع چکیده
- از لحاظ لحن: چکیده تمام نما، راهنما، تلفیقی.
- از لحاظ حجم: تلگرافی، عنوانی، معمولی.
- از لحاظ گرایش: عام، سو گرفته.
- از لحاظ تهیه‌کننده: مؤلف، حرفه‌ای.
- از لحاظ شیوه تهیه: دستی، ماشینی (حری، ۱۳۸۱).
- انواع دیگر: برهیخته، انتقادی، گفته راهنما، آماری، نکات برجسته، عنوان محتوی نما، گزارمانی (گزاره‌ای)، کد شده.

### الف) چکیده‌های توصیفی (Descriptive Abstracts)
چکیده‌های توصیفی به توصیف کلی موضوع و هدف مقاله می‌پردازند بدون اینکه وارد جزئیات روش‌ها یا نتایج شوند. این نوع چکیده معمولاً کوتاه‌تر است و اطلاعات مختصری از محتوای مقاله ارائه می‌دهد.

### ب) چکیده‌های اطلاعاتی (Informative Abstracts)
چکیده‌های اطلاعاتی شامل تمامی اطلاعات کلیدی مقاله از جمله هدف، روش‌ها، نتایج و نتیجه‌گیری هستند. این نوع چکیده کامل‌تر از چکیده توصیفی است و به خواننده اطلاعات جامع‌تری از مقاله ارائه می‌دهد.

### ج) چکیده‌های انتقادی (Critical Abstracts)
چکیده‌های انتقادی علاوه بر ارائه خلاصه‌ای از محتوای مقاله، شامل نقد و ارزیابی نیز هستند. این نوع چکیده به ندرت در مقالات علمی معمولی دیده می‌شود و بیشتر در مرورهای سیستماتیک یا مقالات مروری استفاده می‌شود.

### د) چکیده‌های ساختارمند (Structured Abstracts)
چکیده‌های ساختارمند به صورت بخش‌بندی شده نوشته می‌شوند و هر بخش به یکی از عناصر کلیدی مقاله (مانند هدف، روش‌ها، نتایج و نتیجه‌گیری) اختصاص دارد. این نوع چکیده بیشتر در مقالات پزشکی و علوم زیستی استفاده می‌شود.